# Belgium...One Point
Belgium... One Point est un box-set des 5 premiers albums du groupe belge Telex sorti en 1993. Il contient également les morceaux du groupe qui ne figurent pas sur les albums originaux.

## Liste des chansons
Disc 1 Looking for St. Tropez 1978
| No  | Titre                      | Durée |
| --- | -------------------------- | ----- |
| 1.  | Moskow Diskow              | 4:12  |
| 2.  | Pakmoväst                  | 3:42  |
| 3.  | Café De La Jungle          | 1:07  |
| 4.  | Ça plane pour moi          | 5:25  |
| 5.  | Some Day/Un Jour           | 1:12  |
| 6.  | Something To Say           | 5:02  |
| 7.  | Rock Around the Clock      | 3:56  |
| 8.  | Victime De La Société #2   | 3:53  |
| 9.  | Twist à Saint-Tropez       | 3:19  |
| 10. | Moskow Diskow (Maxi)       | 5:22  |
| 11. | Le Fond De L'Air Est Rouge | 3:21  |
| 12. | Victime De La Société #2   | 3:53  |
| 13. | Quelque Chose A Dire       | 5:11  |
| 14. | Ave Fifi                   | 4:00  |

Disc 2 Neurovision 1980
| No  | Titre                                            | Durée |
| --- | ------------------------------------------------ | ----- |
| 1.  | We Are All Getting Old                           | 3:42  |
| 2.  | My time                                          | 4:22  |
| 3.  | Tour de France                                   | 4:05  |
| 4.  | Eurovision                                       | 2:43  |
| 5.  | Plus de distances                                | 3:31  |
| 6.  | Dance to the Music                               | 4:16  |
| 7.  | Réalité                                          | 3:34  |
| 8.  | Cliché                                           | 0:45  |
| 9.  | A/B                                              | 3:23  |
| 10. | En route vers de nouvelles aventures             | 3:38  |
| 11. | Finale                                           | 0:12  |
| 12. | "Belgium, One Point"                             | 0:03  |
| 13. | Troppical                                        | 1:50  |
| 14. | Colonel Olrik Ha Ha Ha                           | 2:12  |
| 15. | Soul Waves #1                                    | 3:43  |
| 16. | More Than Distances (Plus de distances)          | 3:24  |
| 17. | My Future (En route vers de nouvelles aventures) | 3:35  |
| 18. | (N)eurovision                                    | 3:18  |
| 19. | Lakelele                                         | 3:19  |
| 20. | B sides (A/B)                                    | 3:22  |
| 21. | Soul Waves #2                                    | 3:38  |

Disc 3 Sex + Birds and Bees 1981-1982
| No  | Titre                                   | Durée |
| --- | --------------------------------------- | ----- |
| 1.  | Brainwash                               | 4:23  |
| 2.  | Drama, Drama                            | 3:58  |
| 3.  | Haven't We Met Somewhere Before         | 3:37  |
| 4.  | Long Holiday                            | 2:13  |
| 5.  | The Man With the answer                 | 3:14  |
| 6.  | Carbon Copy                             | 6:33  |
| 7.  | Exercise Is Good for You                | 3:36  |
| 8.  | Dream-O-Mat                             | 4:15  |
| 9.  | Sigmund Freud's Party                   | 2:54  |
| 10. | Mata Hari                               | 3:43  |
| 11. | Dummy                                   | 3:46  |
| 12. | L'Amour Toujours #1                     | 3:50  |
| 13. | Loops                                   | 3:24  |
| 14. | Cloches Et Sifflets                     | 3:00  |
| 15. | Don't Put All Your Dreams In One Basket | 2:23  |
| 16. | I Can't Turn You Loose                  | 3:13  |
| 17. | Brainwash (Long Version)                | 5:12  |
| 18. | The Look Of Love                        | 3:36  |
| 19. | Basta                                   | 2:43  |

Disc 4 Wonderful World + Looney Tunes 1984-1986
| No  | Titre                     | Durée |
| --- | ------------------------- | ----- |
| 1.  | L'Amour Toujours          | 3:19  |
| 2.  | So Sad                    | 3:32  |
| 3.  | Raised By Snakes          | 3:50  |
| 4.  | It Could Happen To You    | 3:07  |
| 5.  | Second Hand               | 3:25  |
| 6.  | Tell Me It's A Dream      | 3:15  |
| 7.  | Vertigo                   | 3:39  |
| 8.  | The Voice                 | 3:36  |
| 9.  | Radio-Radio               | 3:47  |
| 10. | Wonderful World           | 3:53  |
| 11. | I Don't Like Music        | 4:47  |
| 12. | Temporary Chicken         | 3:58  |
| 13. | Spike Jones               | 3:26  |
| 14. | Beautiful li(f)e          | 3:32  |
| 15. | Dingo Bells               | 1:14  |
| 16. | I Want Your Brain         | 4:21  |
| 17. | Baby, When ?              | 3:58  |
| 18. | Peanuts                   | 3:08  |
| 19. | Happy End (I Wanna)       | 3:07  |
| 20. | Rendez-Vous Dans L'espace | 4:25  |